# Dacia Lăstun
Dacia Lăstun (с рум. Lăstun — ласточка) — городской хетчбэк румынского автопроизводителя Dacia, собиравшийся с 1988 по 1991 годы на заводе в городе Тимишоара.

## История
Проектирование этого автомобиля началось в 1980 году, а производство — в 1988 году. В 1989 году Lăstun был представлен на выставке в Бухаресте. В 1989 году автомобиль получил боковые указатели поворота, а в 1991 году новый передок. В 1991 году производство завершилось. Всего было выпущено 6532 автомобилей. Причина непопулярности — плохое качество сборки.
Хетчбэк оснащается рядным двухцилиндровым двигателем объёмом 0,5 л, мощностью 22 л. с (17 кВт). Расход топлива — 3,3 л/100 км, но из-за частых проблем с карбюратором расход может вырасти до 9 л/100 км. Коробка передач — механическая, 4-ступенчатая.